# Konnor
Ryan Parmeter (né le 6 février 1980 à Grand Rapids, Michigan) est un catcheur américain, connu sous le nom de Konnor.
Il travaille actuellement à Impact Wrestling sous le nom de Kon.

## Carrière

### Retour à la World Wrestling Entertainment (2010-2019)

#### Florida Championship Wrestling (2010-2011)
Il a signé un contrat de développement en 2010 et lutte à la FCW et lutte sous le nom de Conor O'Brian.
Le 30 novembre 2010, au cours de la finale de la troisième saison de NXT, il a été annoncé que Parmeter, sous le nom de Conor O'Brian, sera le rookie d'Alberto Del Rio. Le 18 janvier 2011, il perd face à Ricardo Rodriguez (annonceur personnel d'Alberto Del Rio) puis est éliminé de WWE NXT.
Après son élimination de NXT, il revient à la FCW.

#### WWE NXT (2012-2014)
Lors du NXT du 12 septembre il gagne avec Rick Victor contre Adrian Neville et Corey Graves et remportent les NXT Tag Team Championship.

#### Smackdown Live (2014-2018)
Le 12 décembre à Smackdown, une vignette est diffusée montrant The Ascension annonçant leurs débuts prochainement. Après plusieurs mois d'inactivité par manque d'idées de la part de l'équipe créative de la WWE, ils reviennent à Payback et battent Damien Sandow et Curtis Axel dans un combat par équipe. Ils n'arrivent pas à récupérer les titres par équipe lors d'Elimination Chamber dans un Elimination Chamber match au profit de The New Day, qui incluaient Los Matadores, The Prime Time Players, Cesaro et Tyson Kidd et The Lucha Dragons. Entre Elimination Chamber et août 2015, ils n’apparaissent qu'occasionnellement aux shows de la WWE.
Le 3 septembre lors de SmackDown, alors que Stardust devait avoir un combat avec Neville, Konnor et Viktor arrivent et avec l'aide de Stardust attaquent Neville. Après cette attaque, Stardust dit que cette nouvelle alliance formée avec The Ascension s'appelle Cosmic Wasteland. Lors de Night of Champions, dans le Pré-Show, ils font équipent avec Stardust et battent Neville avec The Lucha Dragons. 
Lors de Money In The Bank 2017, ils effectuent leur retour, lors d'un combat face à Breezango, équipe composée de Tyler Breeze et de Fandango, et s'inclinent sur un petit paquet. Konnor apparaît alors beaucoup plus massif.
Lors de WrestleMania 34, ils perdent la bataille royale en mémoire d'Andre The Giant au profit de Matt Hardy en se faisant éliminer par Karl Anderson et Rhyno.

#### Raw et départ (2018-2019)
Le 16 avril lors du Superstar Shake-Up, The Ascension est officiellement transférée à Raw.
Le 27 avril lors du WWE Greatest Royal Rumble, il entre en 19e position dans le Royal Rumble match mais se fait éliminer par Elias.
Lors des Survivor Series (2018), ils perdent au cours d'un 10-on-10 Elimination match avec Bobby Roode & Chad Gable, The B-Team, The Lucha House Party et The Revival contre The Usos, The New Day, The Colóns, Gallows et Karl Anderson et SAnitY en se faisant éliminer par Big E.  
Le 8 décembre 2019, la WWE le libère de son contrat avec la compagnie.

### Retour sur le Circuit Indépendant (2020-...)
En juin 2020, Big Kon et Vik ont révèle que leur nouveau nom d'équipe est The Awakening. 
En mars 2021, il remporte avec Vic les ARW Tag Team Championship contre The Headbangers.

### Retour à Impact Wrestling (2022-...)
Le 10 février 2022, il fait ses débuts à Impact Wrestling en perdant contre Josh Alexander.

#### Violent by Design (2022-...)
Le 3 novembre à Impact, il est révélé comme étant le nouveau membre du clan Violent by Design dirigé par Eric Young.

## Palmarès
- Atomic Revolutionary Wrestling
  - 1 fois ARW Tag Team Champion avec Vik (actuel)
- Coastal Championship Wrestling
  - 1 fois Champion Poids-Lourds
  - 1 fois Champion par équipes avec Sean Allen
- Deep South Wrestling
  - 2 fois Champion Poids-connu
- Four Star Championship Wrestling
  - 1 fois Champion Poids-Lourds
  - 1 fois Champion par équipes avec Jeff "J-Dawg" Brooks
- Georgia Championship Wrestling
  - 1 fois Champion Poids-Lourds
- Kings of Pro Wrestling
  - 2 fois Champion Poids-Lourds
- Maximum Pro Wrestling
  - 1 fois Champion de la Télévision
- NWA Sunray Pro Wrestling
  - 1 fois Champion Poids-Lourds
- Platinum Pro Wrestling
  - 1 fois PPW Platinumweight Champion (actuel)
- World Wrestling Entertainment
  - 1 fois NXT Tag Team Champion avec Viktor (Plus long règne de l'histoire du titre)

## Récompenses des magazines
- Pro Wrestling Illustrated

| Année | 2005 | 2006 | 2007 à 2010 | 2011 | 2012 | 2013 | 2014 | 2015 | 2016 | 2017 | 2018 |
| ----- | ---- | ---- | ----------- | ---- | ---- | ---- | ---- | ---- | ---- | ---- | ---- |
| Rang  | 405  | 473  | Non classé  | 244  | 194  | 179  | 123  | 151  | 226  | 292  | 328  |